# Напад на турецьке посольство в Лісабоні
Атака терористів на турецьке посольство в Лісабоні — теракт, що стався в Лісабоні, (Португалія) 27 липня 1983 року. Напад призвів до загибелі 7-ми осіб, в тому числі всіх учасників акції.
Учасники АРА в'їхали в країну через лісабонський аеропорт Портела як туристи, маючи при собі ліванські паспорта. Вони зарезервували номери в готелі за допомогою публічного телекса в Бейруті і орендували 3 автомобілі в Лісабоні. За документами, знайденими в готелі, поліція встановила особи терористів: Сетрак Аджемян (19 років), Ара Карвікян (20), Саркіс Абрахамян (21), Симон Яхніян (21), Ваче Дагліян (19)   . 
За свідченнями очевидців, вони прибули близько 10:30 ранку на двох автомобілях Форд-Ескорт , з яких один (червоний) зупинився перед посольством, а інший (білий) заїхав на стоянку.  Автомобіль викликав підозри португальського поліцейського,бо на день раніше двоє людей, які приїхали в цьому автомобілі, сказали охоронцю посла, що їм потрібні візи, одначе негайно виїхали, коли їх попросили пред'явити паспорти  . 
Після цієї події посольство Туреччини запросило португальський уряд (союзника по блоку НАТО ) про додаткову поліцейської охорони, тому перед посольством в день атаки перебував один поліцейський. 

## Напад
Португальська поліцейський попередив турецького охоронця про те, що білий автомобіль з'явився знову, і підійшов до автомобіля.  В цей час учасник організації відкрив вогонь з автомата і поранив поліцейського, але був застрелений турецьким охоронцем. 
У той час, як португальські поліцейські поспішили на місце дії, чотири учасники організації, яким не вдалося проникнути в будівлю посольства, увірвалися в розташовану поруч резиденцію посла і захопили двох заручників - 42-річну дружину повіреного в справах посольства Джахід Михчіоглу і її 17-річного сина атас.  Терористи замінували пластиковою вибухівкою кімнату, в якій утримувалися заручники, і погрожували підірвати будівлю, якщо поліція спробує піти на штурм  . 
Будівля була оточена поліцейськими силами, що встановили кордони і сховалися за автомобілями і деревами, щоб уникнути спорадичних обстрілів з боку терористів.  На надзвичайному засіданні уряду під головуванням прем'єр-міністра Португалії Маріу Суареша було вирішено вперше використовувати недавно сформований, елітний поліцейський підрозділ, що пройшов британську підготовку Grupo de Operações Especiais . 
Перш, ніж спецпідрозділу GOE  почали операцію, вірмени підірвали будівлю. Увірвалася в будівлю антитерористична група не зустріла опору і виявила 6 обгорілих трупів.  Крім трупів чотирьох терористів, були виявлені тіла дружини турецького дипломата і португальського поліцейського Мануеля Пачеко. 
З'ясувалося, що добре знайомий з посольством поліцейський Мануель Пачеко почув про атаку по своїй рації і зміг проникнути в кімнату, де учасники організації утримували заручників.  Під час вибуху він загинув.  Однак один із заручників (Атасай) зумів вистрибнути з вікна першого поверху, хоча і був поранений терористами в ногу під час втечі  . 
Офіційні особи припустили, що непередбачене розвиток подій і перспективи штурму групою GOE налякали терористів, передчасно підірвали будівлю.   . 
Португальська міністр внутрішніх справ Едуардо Перейра сказав, що «вони явно мали намір утримувати посольство протягом кілька днів, захопивши велику кількість заручників щоб справити сильний вплив на громадську думку»  .  Поліцейське розслідування з'ясувало, що обидві машини були заповнені їжею і вибухівкою для тривалої облоги. 
Відповідальність за цю атаку взяла на себе Вірменська революційна армія  .  АРА також заявила про те, що це була самогубна акція.  Тексти листа був передані ЗМІ  .  В отриманому лісабонським представництвом Ассошіейтед Прес друкованому повідомленні, підписаному АРА, було сказано: «Ми вирішили підірвати цю будівлю і залишитися під руїнами.  Це не самогубство, чи не безумство, але жертва на вівтар свободи »  .  АРА заявила, що атака була наслідком «відмови Туреччини і її союзників визнати геноцид вірмен»  . 
Терористи були поховані в Бейруті на вірменському національному кладовищі в Бурдж-Хаммуда.  Щороку вірменська громада Лівану урочисто відзначає дату їх смерті   . 

## У культурі
Учасникам Лісабонської п'ятірки присвячені вірш Ованеса Шираза «Лісабонським самоспалення», оповідання «Телефон» Ваге Ошакан, пісня Гарніка Саркісяна «5 հայ սրտերը» ( «5 вірменських сердець»). 

## посилання
- SIC Notícias. [Архівовано 18 травня 2017 у Wayback Machine.] Ataque à embaixada [Архівовано 18 травня 2017 у Wayback Machine.]